# Tagebau Husab
Der Tagebau Husab (englisch Husab mine) ist ein Urantagebau in Namibia. Der Tagebau liegt 14 Kilometer nordwestlich der Husabberge unweit des Khan-Riviers. Husab ist das viertgrößte Uranvorkommen der Welt. Nach Angaben des Betreibers Swakop Uranium soll der Tagebau in der endgültigen Ausbaustufe der zweitgrößten Urantagebau der Welt werden.

## Geschichte
Im Jahre 2008 wurde bei Erkundungsarbeiten das Husab-Uranvorkommen entdeckt. Nach weiteren Erkundungsarbeiten und der Erstellung einer Umweltverträglichkeitsstudie erteilte das namibische Umweltministerium 2011 die Genehmigung für die weitere Entwicklung des Vorkommens. Ebenfalls 2011 wurde eine Machbarkeitsstudie durchgeführt, die ein positives Ergebnis hatte. Perspektivisch sollen aus dem Tagebau bei einer Jahresförderung von 15 Mio. t Erz etwa 6800 t Uranoxid (U3O8) gewonnen werden. Am 1. Dezember 2011 wurde die Abbaugenehmigung erteilt. Am 12. November 2012 begann die Errichtung der Infrastruktur und der Tagesanlagen, die von einem Joint Venture zwischen AMEC und Tenova Bateman gebaut werden. Die Gesamtbauzeit sollte 34 Monate betragen und das erste Uranoxid im Jahre 2015 die Aufbereitung verlassen. Am 28. Juni 2013 wurden die ersten Groß-LKW geliefert. Im Januar 2014 waren die ersten fünf Kipper und ein Löffelbagger montiert, kurz danach wurde der Tagebau ans Stromnetz angeschlossen. Am 12. März 2014 begann mit der ersten Sprengung der Aufschluss des Tagebaus, die Eröffnungszeremonie fand am 8. Mai 2014 statt.
Am 30. Dezember 2016 wurde das erste Yellowcake erzeugt.
Die Kipperflotte bestand 2020 aus 23 Komatsu 960E und 3 NHL NTE330. Die sechs Bagger stammen von Caterpillar – je drei CAT 6060s und CAT 7495.